# Beechcraft XT-36
El Beechcraft XT-36 (designación de compañía Model 46) fue un proyecto de avión de transporte y entrenamiento bimotor estadounidense de principios de los años 50 del siglo XX. Debido a un cambio en los requerimientos, el proyecto fue cancelado antes de que ningún ejemplar del modelo fuera construido.

## Desarrollo y diseño
Se pretendía usar el XT-36 tanto para la tarea del entrenamiento como para la del transporte. Usaba un diseño de ala baja, con dos motores radiales Pratt & Whitney R-2800 proporcionando la potencia; el diseño especificaba una cabina presurizada, capaz de llevar tanto a un instructor y tres estudiantes en la tarea de entrenamiento, como dos tripulantes y hasta doce pasajeros en una configuración de transporte. Se esperaba que la velocidad máxima fuera de alrededor de 560 km/h a más de 9100 m. Se pretendía que el avión se convirtiera en un modelo estándar en la Fuerza Aérea de los Estados Unidos, así como que se produjera con licencia por Canadair como el CL-15.
El proyecto comenzó en 1951, y con la creciente demanda de aviones nuevos debido a la guerra de Corea, a Beechcraft se le concedió un contrato para la construcción del modelo, y construyó una nueva planta de montaje para la línea de producción. Las órdenes totalizaron 193 aviones; Canadair fue contratada para la producción de 227 ejemplares. Sin embargo, en 1953, poco antes de se realizase el primer vuelo del prototipo, el cambio en las prioridades resultó en la cancelación del programa.

## Variantes
XT-36A
Designación militar para el entrenador Beech Model 46 para la USAF; el prototipo fue completado, pero no voló.
CL-15
Versión bajo licencia de Canadair. Ninguno construido.

## Especificaciones (estimadas)
Referencia datos: The Beechcraft T-36

### Características generales
- Tripulación: Dos a cuatro
- Capacidad: 12 pasajeros
- Longitud: 15,9 m
- Envergadura: 21,3 m
- Peso cargado: 11 339,8 kg
- Planta motriz: 2× motor radial de 18 cilindros en doble estrella refrigerado por aire Pratt & Whitney R-2800.
  - Potencia: 1715,1 kW (2300 hp) cada uno.

### Rendimiento
- Velocidad nunca excedida (Vne): 563,3 km/h
- Velocidad crucero (Vc): 482,8 km/h
- Alcance: 1046,1 km
- Techo de vuelo: 10 363,2 m (34 000 pies)

### Aeronaves similares
- AT-7 Navigator
- T-29 Flying Classroom

### Secuencias de designación
- Secuencia Numérica (interna de Beechcraft): ← 38 - 40 - 45 - 46 - 50 - 55 - 56 →
- Secuencia T-_ (Entrenadores estadounidenses, 1948-presente): ← T-33 - T-34 - T-35 - T-36 - T-37 - T-38 - T-39 →

### Listas relacionadas
- Anexo:Aeronaves de la Fuerza Aérea de los Estados Unidos (históricas y actuales)